# Нур-Мубарак
Египетский университет исламской культуры Нур-Мубарак (каз. Нұр-Мүбарак Мысыр ислам мәдениеті университеті  ) — единственное высшее исламское учебное заведение в Казахстане, расположенное в городе Алматы. Университет имеет лицензию Министерства образования и науки и прошёл государственную аттестацию.

## История
В ходе официального визита президента Республики Казахстан Нурсултана Назарбаева в Арабскую Республику Египет в 1993 году были достигнуты договорённости об открытии совместного, казахстанско-египетского исламского высшего учебного заведения под названием «Египетский университет исламской культуры „Нур-Мубарак“» (араб. الجامعة المصرية للثقافة الإسلامية «نور مبارك»‎, каз. «Нұр-Мүбарак» Египет ислам мәдениеті университеті). Под строительство университета в городе Алма-Ата был выделен участок площадью в 6 гектаров. 16 мая 1993 года президент Нурсултан Назарбаев и министр вакуфов Египта Мухаммед аль-Махджуб в торжественной обстановке заложили первый камень будущего университетского городка.
В 2000 году был окончен первый этап строительства университета. Между казахстанской делегацией и правительством Египта были достигнуты соглашения о передаче управления университетом Духовному управлению мусульман Казахстана. Это соглашение было ратифицировано Парламентом Республики Казахстан 2 июля 2003 года, утверждено президентским указом № 460-11 и вступило в законную силу. С египетской стороны соглашение было закреплено в 2003 году указом № 215 президента Хосни Мубарака.
Был сформирован попечительский совет из представителей Казахстана и Египта, который утвердил Устав университета, по которому ректором должен был стать гражданин Египта, а проректором — гражданин Казахстана. Первым ректором университета «Нур-Мубарак» стал академик и профессор Махмуд Фахми Хиджази, проректором — доктор филологических наук, профессор Шамшадин Турсынулы Керим.
После открытия университета, профессия «исламоведение» под кодом «5В050600-Исламоведение» была включена в государственный классификатор. Студенты университета получили возможность обучаться по трём основным специальностям: «исламоведение» (5В050600), «иностранные языки» (5В011900) и «религиоведение» (5В020600). Теперь желающие обучаться в университете получили возможность претендовать на государственные гранты; открылись отделы магистратуры и докторантуры, был организован научно-исследовательский центр.
29 сентября 2010 года университету была выдана государственная лицензия № 0137466 без ограничения срока на право преподавания в сфере высшего и профессионального образования.
После утверждения государственного стандарта по профессии «Исламоведение», стали выделяться гранты на бесплатное обучение в этом вузе: 100 грантов в 2011 году, 128 в 2012 году, 150 в 2013 году, 200 грантов в 2014 году.
В первые 10 лет университетом были подготовлены более 500 исламоведов, религиоведов и лингвистов, из них 300 стали имамами в региональных филиалах ДУМК. На сегодняшний день университет готовит свыше 200 специалистов в год. По данным Агентства по делам религий Казахстана, в период между 2004 и 2011 годами университет окончили 262 студента по профессии «Исламоведение». Из них 163, то есть 62,2 % стали имамами, а 37 выпускников (14,1 %) стали преподавателями в казахстанских медресе.
В ходе очередного IV съезда Совета попечителей 22—23 ноября 2012 года было решено переименовать университет в «Казахско-египетский университет „Нур“». Причиной этому вероятно стала египетская революция 2011 года, которая привела к отставке Хосни Мубарака, хотя ранее проректор Шамшадин Керим утверждал, что название университета никак не связано с именем бывшего президента Египта и никак не изменится.
В 2012 году в университете обучались 638 студентов, в 2013 году — 667 студентов на бакалавриате, 62 студента на магистратуре, 14 на докторантуре и 35 на заочном отделении.
В 2014 году на съезде членов попечительского совета ректором университета был назначен профессор аль-Азхара, доктор Джауда Абдул-Гани Басьюни, который до этого работал управляющим кафедры фикха на факультете шариата и был деканом факультета.

## Попечительский совет
Согласно достигнутым договорённостям, был создан попечительский совет (каз. Қамқорлар кеңесі) из граждан Казахстана и Египта, который должен состоять из:

| 1. Министр по делам религий и гражданского общества РК — равный председатель 2. Министр образования и науки Казахстана 3. Председатель ДУМ Казахстана, Верховный муфтий 4. Аким города Алма-Ата 5. Вице-министр иностранных дел Казахстана 6. Чрезвычайный и полномочный посол Казахстана в Египте 7. Председатель комитета по делам религий Министерства культуры и спорта Казахстана 8. Ректор КазНУ им. Аль-Фараби 9. Ректор КазУМОиМЯ им. Абылай хана | 1. Министр вакуфов Египта — равный председатель 2. Верховный муфтий Египта 3. Ректор университета аль-Азхар 4. Представитель университета аль-Азхар 5. Ректор Каирского университета 6. Чрезвычайный и полномочный посол Египта в Казахстане 7. три общественных деятеля на усмотрение Министерства вакуфов Египта |

Ректор и проректор назначаются попечительским Советом: ректор — из граждан Египта, проректор — из граждан Казахстана.

## Ректоры
1. Махмуд Фахми Хиджази[араб.] (араб. محمود فهمي حجازي‎, 2003—2014)
2. Джауда Абдул-Гани Басьюни (араб. جودة عبد الغني بسيوني‎,  2014-2018
3. Мухаммад аш-Шаххат аль-Джинди (2018-2024)
4. Ахмед Хусейн Мухаммад Ибраһим, с 2024 года

## Преподавательский состав
Среди 114 преподавателей университета «Нур-Мубарак» насчитываются 47 докторов,10 кандидатов наук.
- Профессорско-преподавательский состав университета на 2021—2022 учебный год. Дата обращения: 23 октября 2021. Архивировано из оригинала 11 ноября 2014 года.

## Список кафедр и научных центров
- Кафедра общеуниверситетских гуманитарных дисциплин (каз. Жалпыуниверситеттік гуманитарлық пәндер кафедрасы) — Капасова Дарига.
- Кафедра исламоведения (каз. Исламтану кафедрасы) — Анарбаев Нурлан
- Кафедра религиоведения (каз. Дінтану кафедрасы) — Рыскиева Айымжан
- Кафедра арабского языка и литературы (каз. Араб тілі және әдебиеті кафедрасы) — Калиева Гулдархан
- Научно-исследовательский центр им. Абу Ханифы (каз. Әбу Ханифа атындағы ғылыми-зерттеу орталығы) — Керим Шамшиддин
- Подготовительный курс университета (каз. Университеттің дайындық курсы)
- Центр науки и инновации

## Образовательные программы
Обучение в университете проходит по нескольким образовательным программам.
Бакалавриат:
- B033 Религия и теология
- B036 Переводческое дело
- B037 Филология

Магистратура:
- M051 Религия и теология
- M052 Исламоведение

Докторантура:
- D051 Религия и теология
- D052 Исламоведение

## Университетский комплекс
Комплекс зданий университета включает в себя несколько учебных корпусов с библиотекой (500 м²), лингафонными кабинетами и столовой, мечеть на тысячу человек (около 1200 м²) и студенческое общежитие на 610 человек. В Талгарском районе Алматинской области действует подготовительный центр с библиотекой и общежитием, рассчитанный на 120 учащихся.

## Контакты с другими вузами
Обучающимся на магистратуре и докторантуре университета читают дополнительные лекции преподаватели из вузов Турции, России, Малайзии и Египта. Каждый год профессора Каирского университета проводят для студентов двухнедельные лекции-семинары. Университет «Нур» заключил двусторонние соглашения о взаимовыгодном сотрудничестве с университетами Каира, Александрии, Эль-Миньи, Айн-Шамса и малайзийским университетом «Unisza».